# Ophiochrysis ornata
Ophiochrysis ornata är en ormstjärneart som beskrevs av Jean Baptiste François René Koehler 1904. Ophiochrysis ornata ingår i släktet Ophiochrysis och familjen fransormstjärnor. Inga underarter finns listade i Catalogue of Life.